# Microtus montanus
Microtus montanus là một loài động vật có vú trong họ Cricetidae, bộ Gặm nhấm. Loài này được Peale mô tả năm 1848.